# Eupithecia irreperta
Eupithecia irreperta là một loài bướm đêm trong họ Geometridae.